# تویوتا ام‌آر۲
تویوتا ام‌آر۲ (Toyota MR۲) خودرویی است که در سال‌های ۱۹۸۴ تا ۲۰۰۷تولید شده‌است.
این خودرو در کلاس خودرو اسپورت قرار گرفته، طراحی آن خودروهای موتور وسط عقب-محور عقب بوده‌است.